# Cephalotaxus sinensis
Cephalotaxus sinensis е вид растение от семейство Cephalotaxaceae. Видът е незастрашен от изчезване.

## Разпространение
Разпространен е в Китай и Хонконг.